# Lerviken
Lerviken är en småort i Ljusnarsbergs socken i Ljusnarsbergs kommun, belägen omkring 20 kilometer norr om Kopparberg. Orten genomkorsas av riksväg 50 och det så kallade Silverhöjdsspåret på Bergslagsbanan. Lerviken ligger vid viken med samma namn i sjön Södra Hörken. 

## Historia
I Lerviken låg fram till 1954 Lerviks sluss i den detta år nedlagda Hörks kanal.
Södra delen av Lerviken kallas Silverhöjden (det står Silverhöjden på skyltarna vid riksväg 50, det finns inte några skyltar med namnet Lerviken), tidigare Silverhyttan. Mellan 1873 och 1986 låg här en järnvägsstation på förutvarande TGOJ. Stationen hette ursprungligen Hörk, men namnändrades år 1906 till Silverhöjden. Persontrafiken nedlades 1977. I Silverhöjden fanns också ett sågverk. På det fd sågverkets plats finns numera en träindustri, främst inriktad på tillverkning och förpackning av ved till braskaminer, samt en mekanisk verkstad. 

## Samhället
Här finns en campingplats vid sjön Södra Hörken.